# 강정원
강정원(서울, 1950년 12월 19일 ~ )은 대한민국의 금융 기업인이다.

## 생애
다트머스 대학교에서 경제학으로 학사를, 플레처 스쿨에서 국제법 및 외교학 석사를 받았다.(1978년) 2003년 5월, LG투자증권 사외이사에 선임되었다. 2004년 국민은행 은행장이 되었고, 재임 기간 중 내실을 기한다는 명분 아래 보수적인 경영을 해왔다. 이로 인해 자산이나 수익 규모 측면에서는 이미 ‘리딩뱅크’로서의 위상을 잃어 가고 있었으나 국민은행은 강정원 행장의 임기 만료 시점에도 다른 대안을 찾지 못했다. 결국 2007년 9월 28일 국민은행 이사회 의결과 10월 31일 주주총회를 거쳐, 국민은행 은행장에 연임(임기 3년)되었다. KB금융지주의 회장으로 내정되었다가 2009년 12월 31일 사퇴 하였고, 현재 KB금융지주 대표이사 부회장(회장 직무대행 겸임)이며, 국민은행 은행장(2010년 11월까지 연임)이다.